# Sphagnum condensatum
Sphagnum condensatum är en bladmossart som beskrevs av Bridel 1798. Sphagnum condensatum ingår i släktet vitmossor, och familjen Sphagnaceae. Inga underarter finns listade i Catalogue of Life.